# Caquetaia spectabilis
Caquetaia spectabilis és una espècie de peix de la família dels cíclids i de l'ordre dels perciformes.

## Morfologia
- Els mascles poden assolir 16,5 cm de longitud total.[1][2]

## Reproducció
Els ous són protegits per ambdós progenitors.

## Hàbitat
És una espècie de clima tropical entre 26 °C-27 °C de temperatura.

## Distribució geogràfica
Es troba a Sud-amèrica: conca del riu Amazones, riu Araguari (Amapá, Brasil) i conca del riu Branco al Brasil i Guaiana.

## Observacions
És consumit a nivell local.